# Mas Sau
El Mas Sau o Vilarassau és una masia de Santa Maria d'Oló (Moianès) inclosa a l'Inventari del Patrimoni Arquitectònic de Catalunya.

## Història
Correspon a l'antiga vila Ansaldi, documentada des de l'any 957 i lligada a l'església de Sant Vicenç de Vilarassau, que es troba al seu costat. L'estructura originària de la domus o casa forta que és la base de la masia actual, i que inclou un gran nombre d'arcs apuntats, devia seer construïda en època baix-medieval, tot i que algunes fonts apunten als segles xv-xvi. Als segles xvii-xviii, es va ampliar i remodelar, tal com indiquen les diverses inscripcions. Segons un inventari de béns del 1631, el mas tenia una mula, un burro i una burra. A la cuina hi havia les eines per a conrear les vinyes: parpal, aixades, magalles, magall i palafangues. Tenia també un alambí per destil·lar el vi dolent i obtenir aiguardent. Al celler tenia una tina de pedra i una de fusta; 5 bótes grans, 3 de 2,5 cargues, i dues bótes petites; 4 portadores, 2 barrals i 2 cèrcols de bótes grosses. Tenia, a més, una arada, un jou i 4 relles i 4 garbells. També consta que havia tingut un molí d'oli o trull.
El 1608, Jaume Vilarassau va encarregar al pintor Joan Belill un retaule per a l'església de Sant Vicenç, que no s'ha conservat. El següent propietari conegut fou Francesc Vilarassau, que devia néixer a mitjans de segle, casat amb Teresa Gumà. El succeïren Valentí Vilarassau i Gumà, casat amb Margarida Portabella, Francesc Vilarassau i Portabella, casat amb Rosa Espaniella, Isidre Vilarassau i Espaniella, casat amb Raimunda Barnils, i Bernardí Vilarassau i Barnils (1790-1847), casat amb Francesca Casamitjana i Torres (1793-1846). Bernardí ja no residia al mas, sinó al carrer del Forn de Moià, i el 1834 era regidor de l'Ajuntament.
L'hereva d'aquest matrimoni fou Anna Vilarassau i Casamitjana (1814-1850), que es casà el 1834 amb Silvestre Soler Errando (1815-1875), procedent d'una família de paraires enriquits. El seu oncle era Fèlix Torres i Amat, bisbe d'Astorga. En aquesta època, la residència habitual de la família era la casa del cal Perxer, a la cantonada del carrer de les Joies de Moià. El matrimoni va tenir cinc fills, i l'hereu fou el notari Joan Soler i Vilarassau (1836-1917), que es casà amb Rita Torrens i Jové (1851-1934), de Sarrià, on es va instal·lar el matrimoni. El seu germà Sebastià Soler i Vilarassau (1839-1888) fou un destacat farmacèutic militar i metge, i exercí a Cuba i Filipines, essent mereixedor de diverses condecoracions.
L'hereu de Joan i Rita fou el metge Joan Soler i Torrens, que s'establí al Prat de Llobregat i es casà amb Àngela Feu i Rodes. Era una persona liberal i freqüentava els ambients artístics i bohemis de la Barcelona dels primers decennis del segle xx. Va tenir certes desavinences amb les seves germanes, que tenien el mas en usdefruit; també es diu que hi portava alguns dels seus pacients de tuberculosi per a què es recuperessin. L'hereu fou Joan Soler i Feu, nascut el 1920 i també metge com el seu pare. Es casà amb Mercè Hewitson i Espanyol, d'ascendència anglesa però nascuda a Barcelona. L'usdefruit del mas continuava en mans de les seves tietes i hi residien els masovers.
Cap al 1976, un cop acabat l'usdefruit i quan els darrers masovers, la família Rabat i Roca, van marxar, Joan va començar a restaurar la masia. El seu hereu fou Joan Soler i Hewitson, l'actual propietari, que va continuar les obres i cap al 1980 s'hi instal·là definitivament. Des d'aleshores, ell i el seu fill han tirat endavant l'explotació agropecuària.

## Descripció
Gran masia fortificada formada per un bon nombre d'edificacions, d'entre les quals destaca la central pel seu caire senyorial i per les grans voltes de pedra.
Als baixos, en les antigues quadres, hi ha disset arcs apuntats, distribuïts en quatre sales. Al cantó nord-est, adossada a la casa, hi ha una torre quadrada de quatre pisos; i a tramuntana es conserva una antiga cisterna. La casa està envoltada per un barri.
Aquest mas té un pati interior porxat, obrat majoritàriament amb totxo. A la banda de migdia-ponent hi ha un petit porxat i uns contraforts que donen fermesa a la construcció. L'aparell és regular i força ben disposat en filades. Es creu que antigament havia estat un convent, però és una possibilitat no demostrada.